# Karol Jastrzębski (wojskowy)
Karol Jastrzębski (ur. 4 listopada 1892 w Płocku, zm. 2 lipca 1944 w Warszawie) – rotmistrz Wojska Polskiego, działacz niepodległościowy, kawaler Orderu Virtuti Militari.

## Życiorys
Urodził się w Płocku, ówczesnej stolicy guberni płockiej, w rodzinie Michała (1851–1902) i Marii (Marianny) z Mioduskich (1855–1940). Był bratem Juliana (1886–1936), kuchmistrza. W 1912 ukończył sześcioklasowe gimnazjum w Warszawie. Od 1 sierpnia 1912 do 1 sierpnia 1914 odbywał praktykę w majątku Rzadka Wola.
W październiku 1914 jako ochotnik zaciągnął się do Legionu Puławskiego i został przydzielony do 1 szwadronu ułanów, który później został rozwinięty w 1 pułku ułanów. W tym oddziale służył do demobilizacji I Korpusu Polskiego w Rosji w czerwcu 1918. Wziął udział w prawie wszystkich walkach, w tym bitwie pod Stanisławowem i bitwie pod Krechowcami, a w styczniu 1918 pod rozkazami porucznika Michała Dziewanowskiego w działaniach dywersyjnych, zakończonych 21 lutego zajęciem Mińska. Został awansowany na podchorążego i odznaczony amarantową wstążką. Później pod rozkazami rotmistrza Zygmunta Podhorskiego działał w Polskiej Organizacji Wojskowej w Ukrainie.
Wyróżnił się 17 września 1915 przeprowadzajac wywiad ze wsi Serniki do linii nieprzyjacielskich położonych wzdłuż rzeki Styr. W nadzwyczaj trudnych i ciężkich warunkach (przez błota i moczary) dotarł do linii nieprzyjacielskich i dzielnym, śmiałym napadem na placówkę nieprzyjacielską wziął do niewoli dowódcę i 3 żołnierzy, przyprowadzajac wszystkich do sztabu brygady. Za ten czyn były dowódca 1 szwadronu ułanów, pułkownik Feliks Dziewicki sporządził 25 lutego 1922 wniosek na odznaczenie ułana Karola Jastrzębskiego orderem Virtuti Militari.
W listopadzie 1918 wrócił do Polski, wstąpił do 1 pułku ułanów i w jego szeregach walczył w bitwie o Lwów jako dowódca plutonu karabinów maszynowych. Od 23 lutego do 20 czerwca 1920 był uczniem 27. klasy „kawaleryjskiej” Szkoły Podchorążych w Warszawie. Po ukończeniu szkoły został wcielony do Jazdy rotmistrza Dąbrowskiego. 13 lipca 1920 pod Nowymi Święcianami został trzykrotnie ranny w obie ręce i nogę. Następnego dnia został zabrany z pola bitwy przez bolszewików i umieszczony w szpitalu. W trakcie kolejnych miesięcy leczenia przeszedł pięć operacji. W czasie pobytu w niewoli 16 lutego 1921 został mianowany podporucznikiem kawalerii z dniem 1 stycznia 1921. 5 maja 1921 w Baranowiczach został wymieniony w pierwszej grupie jeńców i skierowany na leczenie w 1 Szpitalu Okręgowym w Warszawie, gdzie przeszedł kolejne cztery operacje prawej ręki.
Po powrocie do kraju został wcielony do 13 pułk ułanów w Nowej Wilejce jako oddziału macierzystego. 3 maja 1922 został zweryfikowany w stopniu podporucznika ze starszeństwem od 1 czerwca 1919 i 2. lokatą w korpusie oficerów jazdy (od 1924 – kawalerii). W grudniu 1922 został przydzielony do Oddziału III Sztabu Generalnego w Warszawie na stanowisko kierownika kancelarii. 12 lutego 1923 prezydent RP awansował go z dniem 1 stycznia 1923 na porucznika ze starszeństwem z 1 czerwca 1921 i 8. lokatą w korpusie oficerów jazdy. 1 stycznia 1924 został odkomenderowany na kurs w Centralnej Szkole Kawalerii w Grudziądzu. 18 października 1924 został przeniesiony do Korpusu Ochrony Pogranicza i przydzielony do 4 szwadronu kawalerii KOP na stanowisko dowódcy plutonu. 2 kwietnia 1929 prezydent RP nadał mu z dniem 1 stycznia 1929 stopień rotmistrza w korpusie oficerów kawalerii i 28. lokatą. Później został przydzielony do 15 szwadronu kawalerii KOP na stanowisko dowódcy szwadronu. W maju 1930 został przeniesiony z KOP do 25 pułku ułanów w Prużanie. Z dniem 31 grudnia 1930 został przeniesiony w stan spoczynku. W 1934, jako oficer stanu spoczynku pozostawał w ewidencji Powiatowej Komendy Uzupełnień Warszawa Miasto III. Posiadał przydział do Oficerskiej Kadry Okręgowej Nr I. Był wówczas „przewidziany do użycia w czasie wojny”.
15 października 1931 został zatrudniony w jako pracownik kontraktowy w Ministerstwie Spraw Zagranicznych na stanowisku urzędnika inspekcyjnego Wydziału Gospodarczego Departamentu Administracyjnego. Mieszkał w Warszawie przy ul. Świętokrzyskiej 30 m. 28. Działał społecznie jako członek zarządu Związku Legionistów Puławskich. Zmarł 2 lipca 1944 w Warszawie. Trzy dni później został pochowany na cmentarzu Bródnowskim (sektor 29C, rząd 5, numer 13). Był kawalerem, dzieci nie miał.

## Ordery i odznaczenia
- Krzyż Srebrny Orderu Wojskowego Virtuti Militari nr 5355 – 12 kwietnia 1922[25][26][27]
- Krzyż Walecznych czterokrotnie[6]
- Medal Niepodległości – 16 marca 1937 „za pracę w dziele odzyskania niepodległości”[28][29][30]
- Medal Pamiątkowy za Wojnę 1918–1921[1]
- Medal Dziesięciolecia Odzyskanej Niepodległości[1]
- Medal Zwycięstwa[1]
- Odznaka za Rany i Kontuzje z trzema gwiazdkami[1]